# The Ambulance
The Ambulance (bra A Ambulância) é um filme norte-americano de 1990 do gênero suspense, escrito e dirigido por Larry Cohen.

## Sinopse
Uma misteriosa ambulância socorre enfermos nas ruas de Nova York, mas depois desaparece com seus pacientes sem deixar rastros. Quando a garota por quem está apaixonado é levada pela ambulância, um desenhista de histórias em quadrinhos começa a investigar o fenômeno.

## Elenco
- Eric Roberts  ...  Josh Baker
- James Earl Jones  ...  tte. Spencer
- Megan Gallagher  ...  Sandra Malloy
- Red Buttons  ...  Elias Zacharai
- Janine Turner  ...  Cheryl
- Eric Braeden  ...  médico
- Richard Bright  ...  McClosky
- James Dixon  ...  detetive 'Jughead' Ryan
- Jill Gatsby  ...  Jerilyn
- Martin Barter  ...  líder da quadrilha
- Laurene Landon  ...  Patty
- Nick Chinlund  ...  Hugo
- Stan Lee  ...  ele mesmo